# Tradewinds (Texas)
Tradewinds es un lugar designado por el censo ubicado en el condado de San Patricio en el estado estadounidense de Texas. En el Censo de 2010 tenía una población de 180 habitantes y una densidad poblacional de 64,17 personas por km².

## Geografía
Tradewinds se encuentra ubicado en las coordenadas 27°59′42″N 97°15′37″O / 27.99500, -97.26028. Según la Oficina del Censo de los Estados Unidos, Tradewinds tiene una superficie total de 2.8 km², de la cual 2.8 km² corresponden a tierra firme y (0%) 0 km² es agua.

## Demografía
Según el censo de 2010, había 180 personas residiendo en Tradewinds. La densidad de población era de 64,17 hab./km². De los 180 habitantes, Tradewinds estaba compuesto por el 58.89% blancos, el 0% eran afroamericanos, el 0% eran amerindios, el 0.56% eran asiáticos, el 0% eran isleños del Pacífico, el 39.44% eran de otras razas y el 1.11% pertenecían a dos o más razas. Del total de la población el 82.22% eran hispanos o latinos de cualquier raza.